# Marjolaine Leray
Œuvres principales
Un petit chaperon rouge (2009)
Marjolaine Leray, née en 1984, est une illustratrice et graphiste française.

## Biographie
Originaire de la Loire-Atlantique, Marjolaine Leray suit des études de communication visuelle à l’école Duperré de Paris. Entre 2006 et 2010, elle travaille comme graphiste pour le groupe Radio France puis chez Duke,. En avril 2009, elle édite son premier ouvrage illustré Un Petit Chaperon Rouge aux éditions Acte Sud Junior,. 

## Publications
- Joël Pommerat, Le Petit Chaperon rouge, ill. Marjolaine Leray, Actes Sud, Coll. Heyoka jeunesse, 44 p., 2005  (ISBN 2742756566)[6].
- Un petit chaperon rouge, Actes Sud junior, Coll. Encore une fois, 40 p., 2009  (ISBN 2330030509)[7],[8].
- Avril le poisson rouge, Actes Sud Junior, 40 p., 2013  (ISBN 2330018193)[9].
- Charlotte Erlih, Comme tout le monde, ill. Marjolaine Leray, Talents Hauts Éditions, 40 p., 2017  (ISBN 978-2-36266-194-5)[10].